# Tiofanát-metil
A tiofanát-metil a mezőgazdaságban használt gombaölő permetező- és csávázószer. Hatékony lisztharmat (Sphaerotheca macularis), monília, szklerotínia(en), botritisz(en), glöosporium,  Fusarium ellen. Széles körben felhasználható: alma, körte, őszi- és kajszibarack, szilva, cseresznye, szőlő, mogyoró, paradicsom, paprika, padlizsán, görög- és sárgadinnye, földieper, zöld- és szárazborsó, bab, káposztarepce, őszi búza és árpa.

## Hatásmód
Lebomlásakor karbendazimmá alakul, ennek van gombaölő hatása. A karbendazim közvetlen használatát az EU-ban 2010. június 30-tól visszavonták.
A tiofanát-metil/karbendazim a Fusarium gomba toxintermelését (DON, zearalenon(en), és fumonizin(en)) csökkenti. Gátolja a gomba sejtosztódását, szteroid bioszintézisét és sejtlégzését.